# Cesare Zocchi
Cesare Zocchi (Firenze, 1º gennaio 1851 – Torino, 24 marzo 1922) è stato uno scultore e medaglista italiano, che ebbe una certa fama alla fine dell'Ottocento.

## Biografia

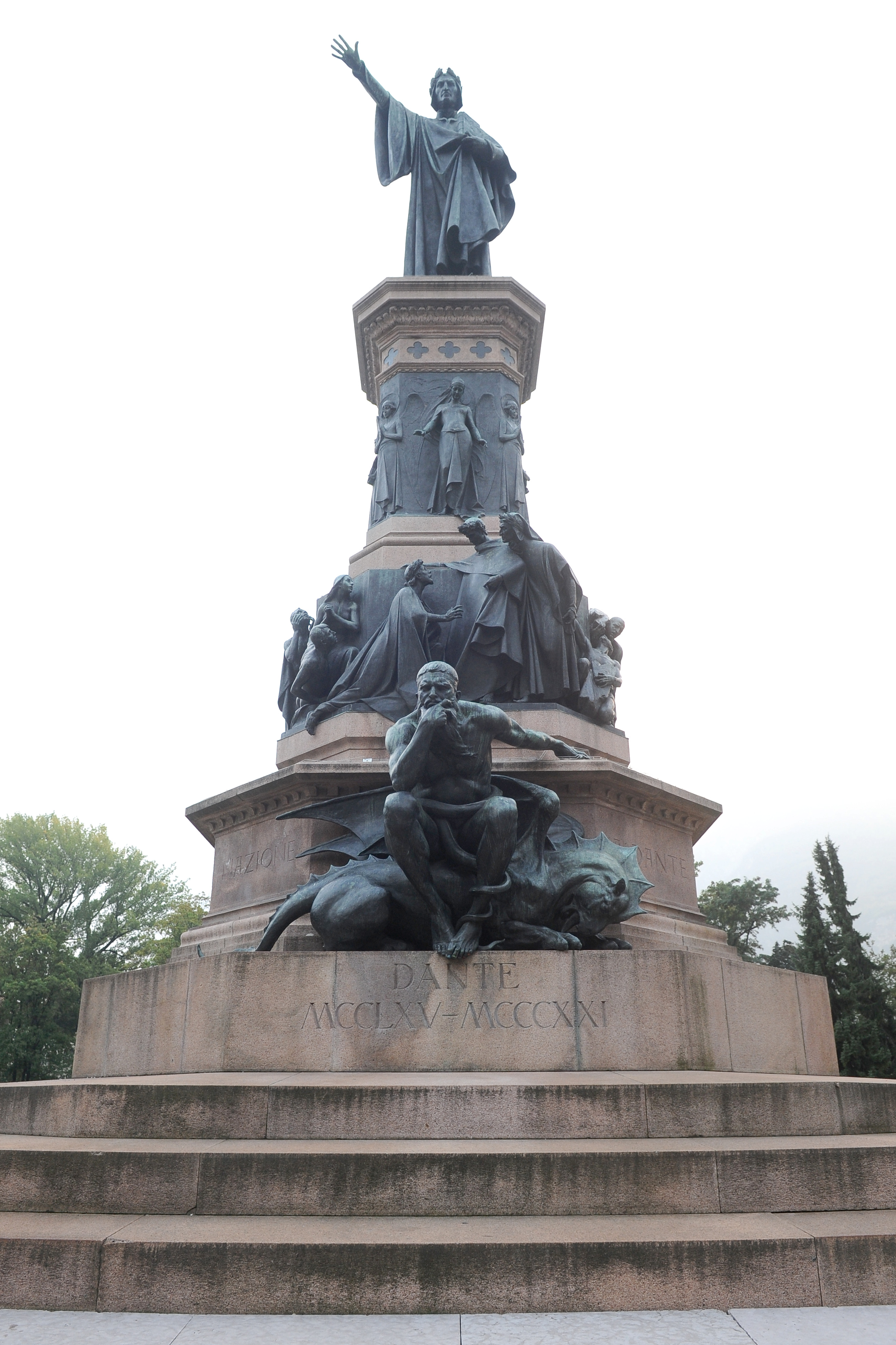
Monumento a Dante a Trento (1896). Per Beatrice, rappresentata al terzo livello, Zocchi usò come modella la figlia Margherita.

Studiò a Firenze con il cugino Emilio Zocchi. Nel 1879 fu nominato professore a Napoli come professore all'Accademia dell'Arte a Firenze e poi accademico onorario a Perugia e quindi titolare della cattedra di Scultura all'Accademia Albertina di Torino sino alla morte. A 16 anni vinse un concorso per una pensione a Roma, dove eseguì una Frine, molto lodata. Dal 1881 al 1903 insegnò all'Accademia di Firenze e dopo il 1903 a quella di Torino. L'attività di statuario iniziò con la realizzazione del monumento a Maurizio Bufalini a Cesena (1883). Tra le svariate sue opere, vi furono alcune statue per la facciata del duomo di Firenze e vari monumenti.
Nel periodo fiorentino fu professore ed amico di molti dei pittori Macchiaioli attivi in Toscana. Vinse il concorso bandito nel 1891, sovvenzionato da una larga partecipazione popolare, per la realizzazione del Monumento a Dante a Trento, simbolo della cultura italiana quando la città era ancora parte dell'Impero austro-ungarico. Come riconoscimento, il Ministro del Regno Emmanuele Gianturco gli conferì l'onorificenza di commendatore, atto giudicato poco riguardoso dalle autorità austriache. L'opera è «comunemente considerata il suo capolavoro».
Dal 1895 al 1903 realizza il Busto monumentale di Sallustio per L'Aquila, da collocare sopra un basamento di travertino in piazza Palazzo. 
Zocchi fu il tipico rappresentante della corrente celebrativa che trovò particolare espressione nella retorica tardo ottocentesca, subendo poi i contraccolpi dovuti ai mutamenti estetici successivi.
Suo figlio Cesare Zocchi Collani, nato da Antonietta Collani, fu cantante e attore e padre di Antonietta Zocchi nota attrice caratterista italiana, interprete di numerosi film e sceneggiati TV.
La figlia Margherita Zocchi in Bongi (Firenze 1889 - 1973) fu sua modella per la scultura sulla facciata del Duomo di Firenze ed è rappresentata come Beatrice nel Monumento di Dante a Trento; inoltre è stata sua ispiratrice in molte opere seguenti.
Suo bisnipote è Stefano Bruno Bongi (Firenze 1956), architetto.
Morì il 24 marzo 1922 a Torino.
Gli è dedicata una via a Milano.

## Opere principali
- Statua di Maurizio Bufalini, 1883, Cesena[6]
- Monumento all'Indipendenza Italiana e ad Anita Garibaldi, 1888, Carrara[7]
- Monumento a Garibaldi, 1890, Firenze
- Monumento a Vittorio Emanuele II, 1892, Pisa[8]
- Monumento a Dante, 1896, Trento
- Monumento a Sallustio, 1895-1903, L'Aquila[1]
- Monumento a Garibaldi, 1904, Napoli
- Monumento ad Antonio Marro, Limone Piemonte[9]
- Vittoria alata, Vittoriano
- Michelangelo fanciullo scolpisce la testa del Fauno[10]

## Galleria d'immagini

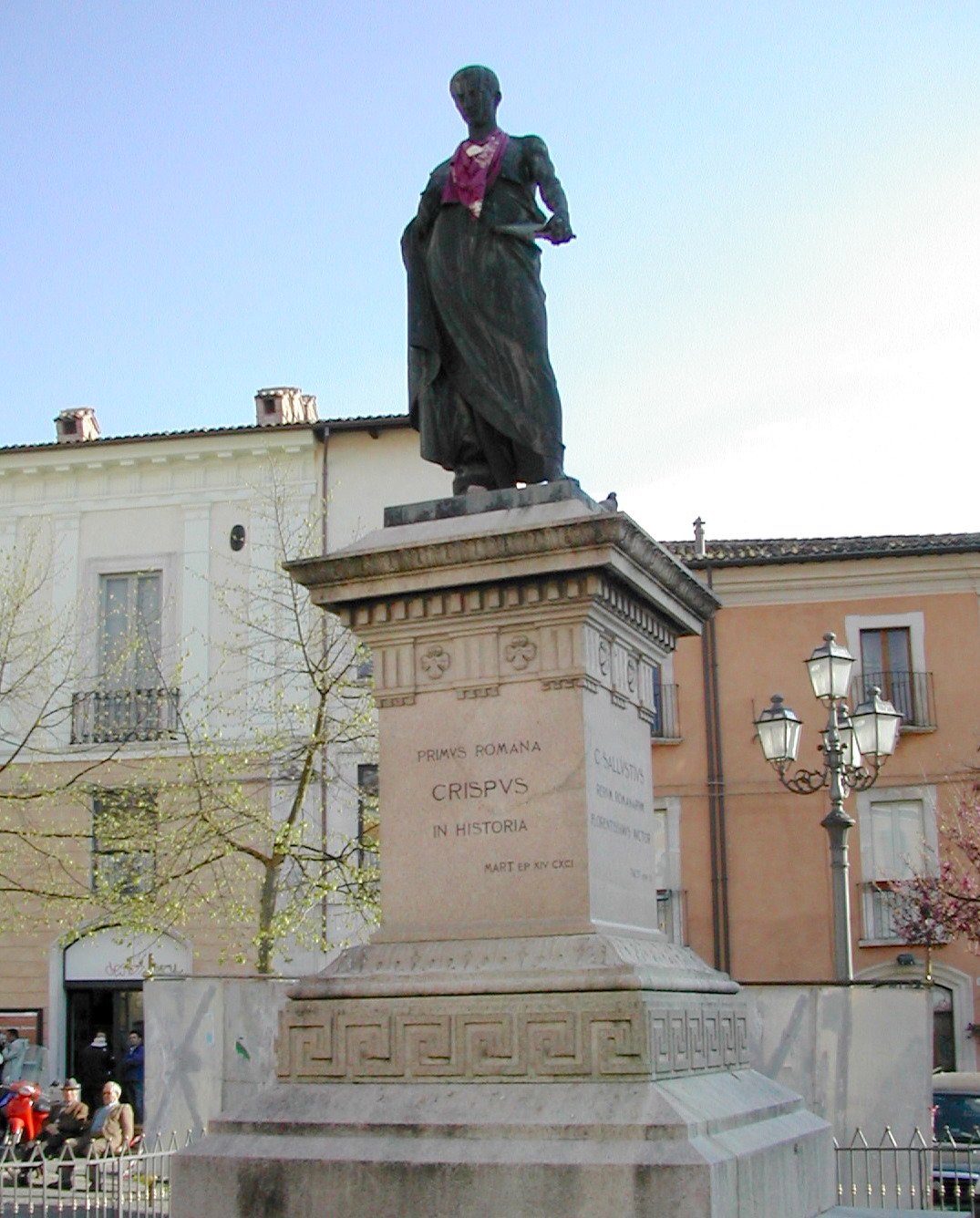
Monumento a Sallustio, L'Aquila
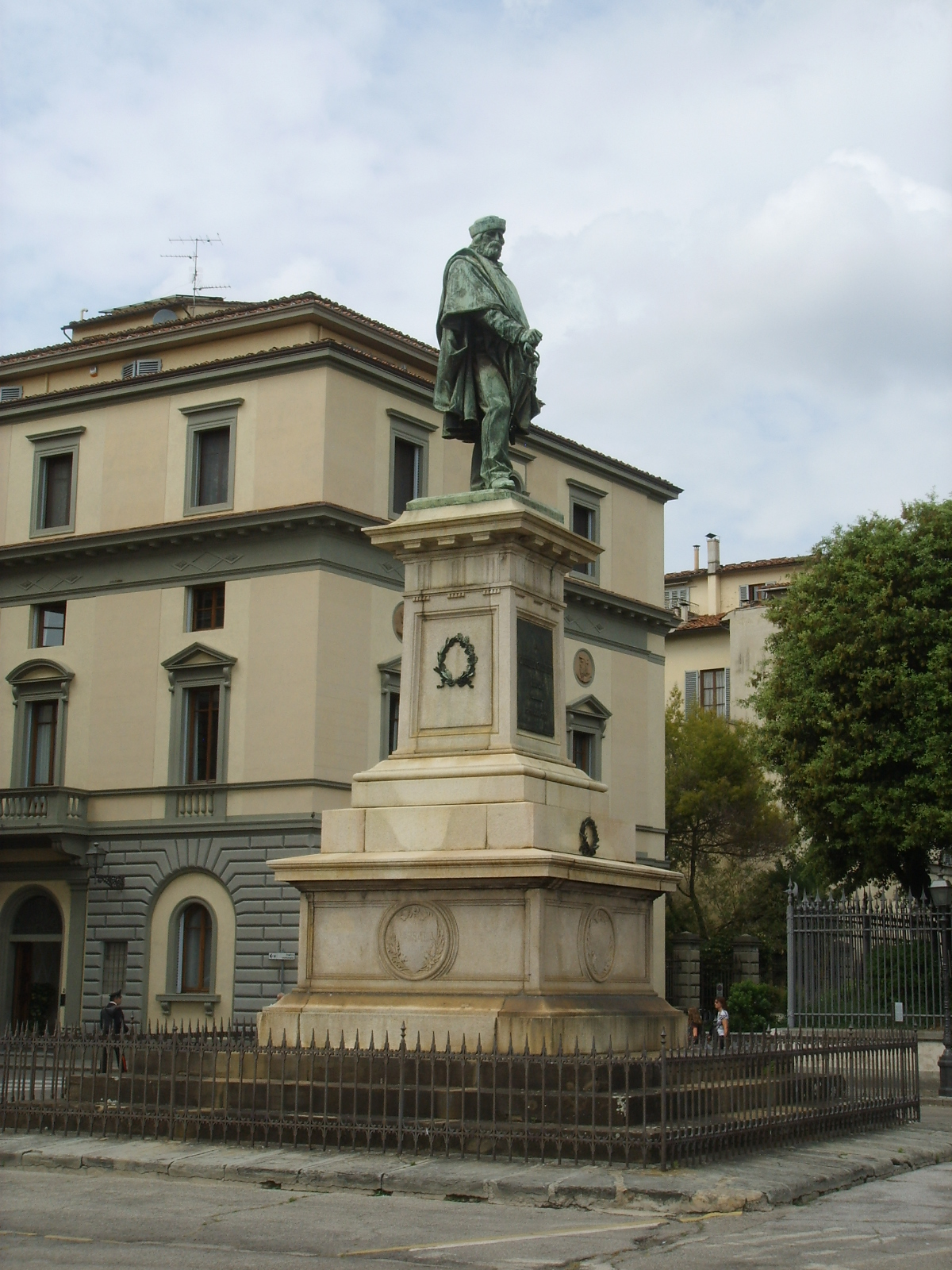
Monumento a Garibaldi, Firenze
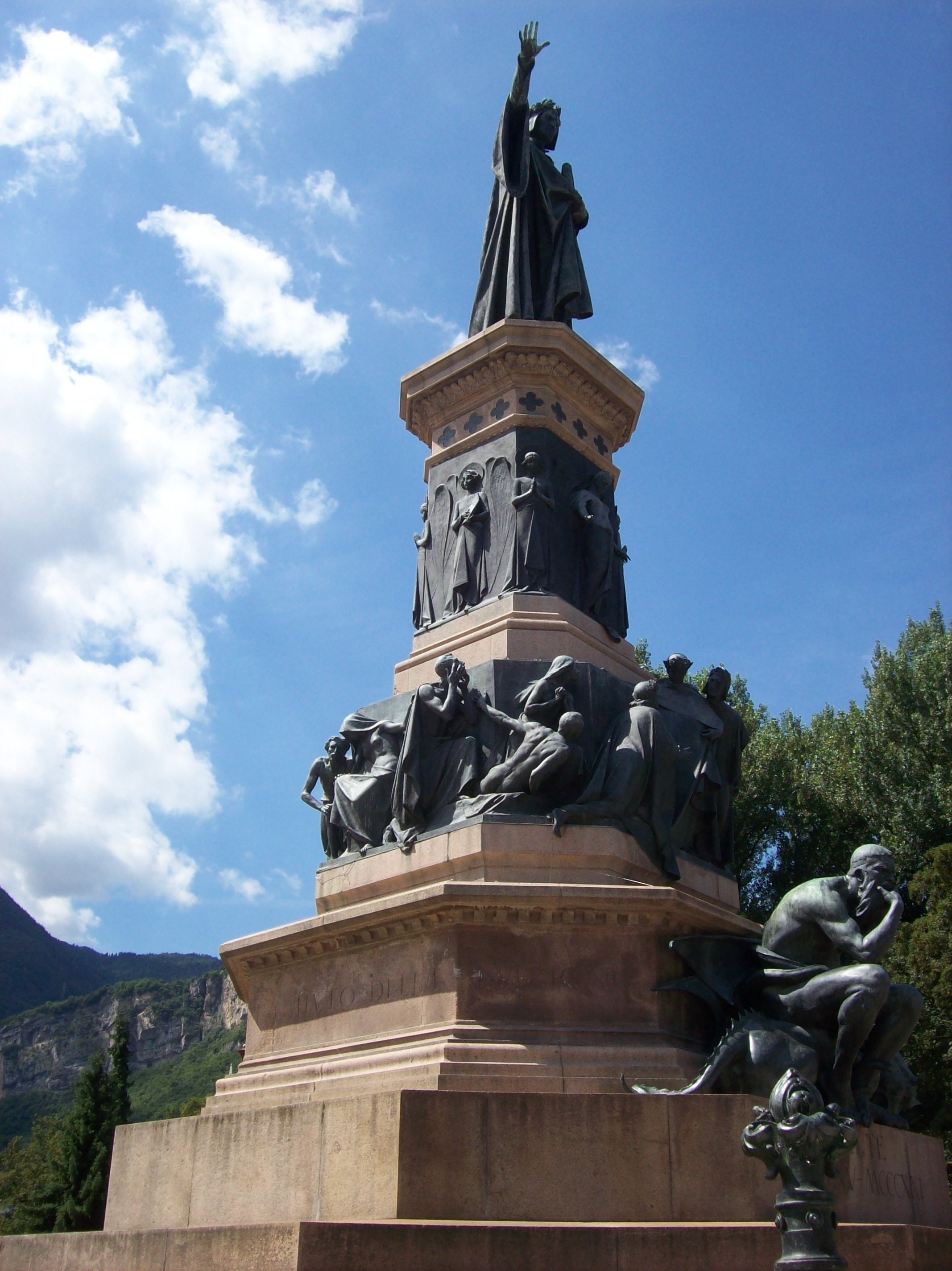
Monumento a Dante, Trento
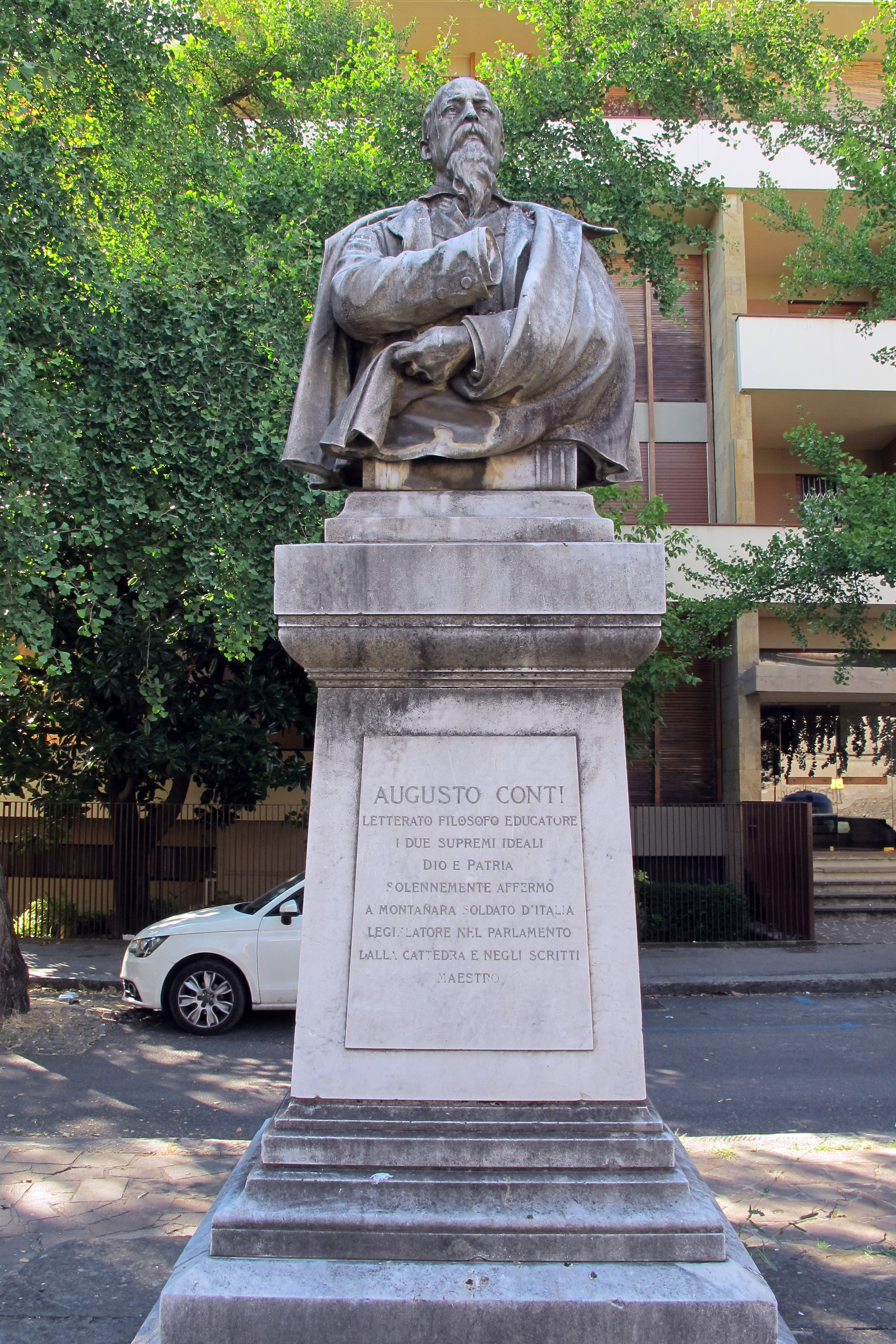
Piazza Conti, Monumento ad Augusto Conti
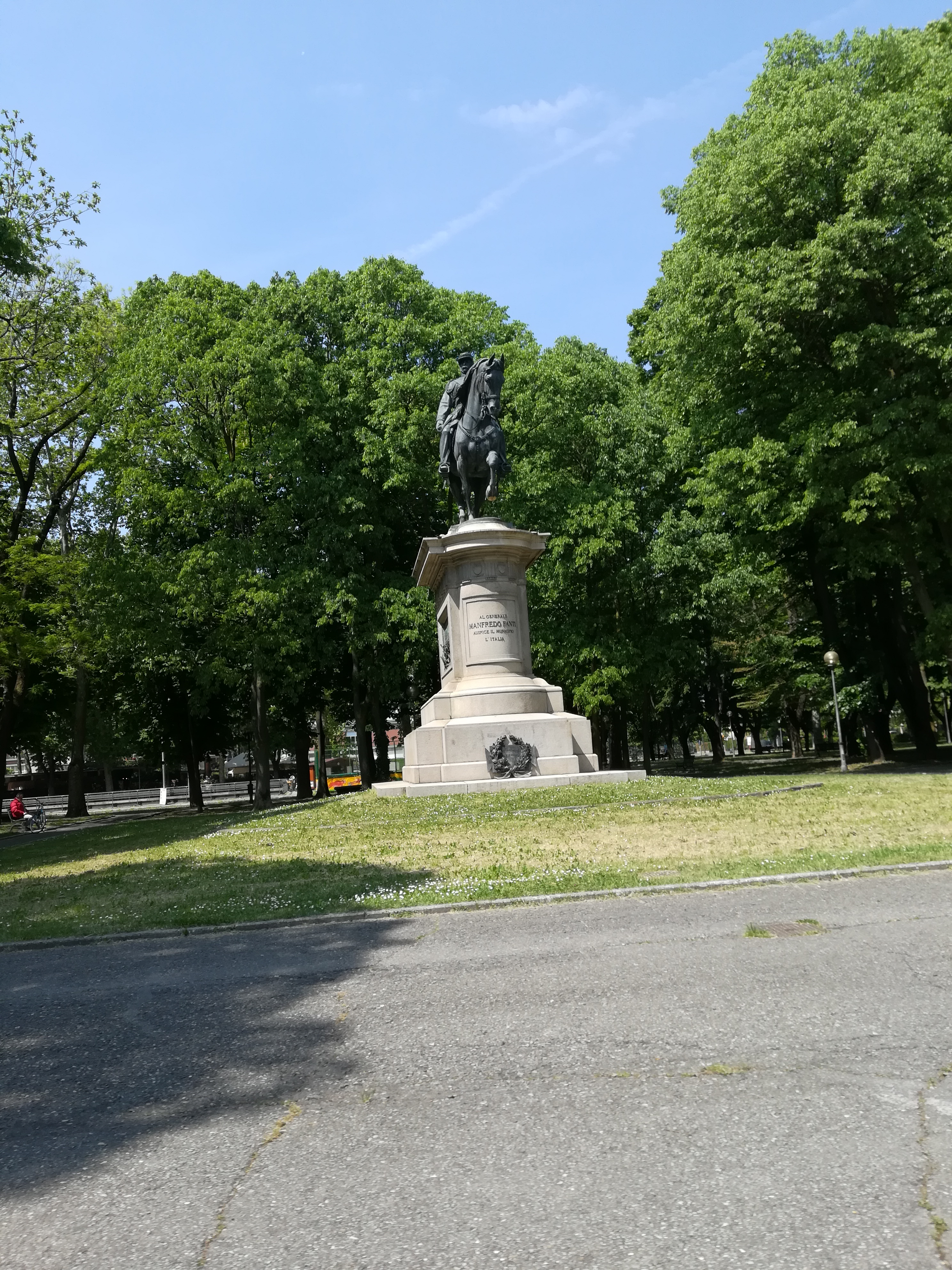
Monumento a Manfredo Fanti, Carpi
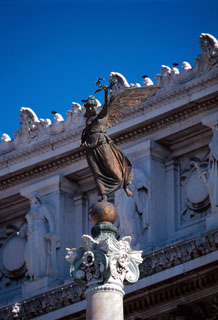
Vittoria alata al Vittoriano
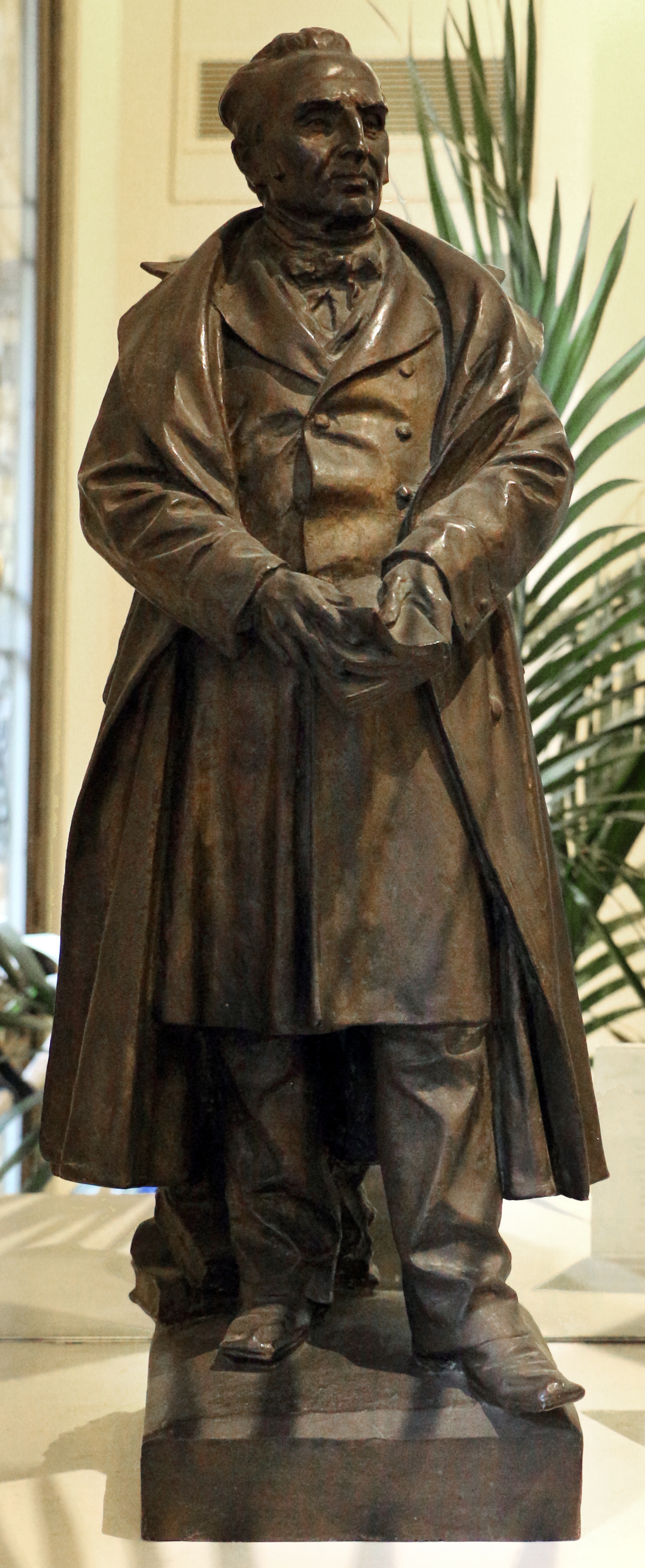
Monumento a Maurizio Bufalini (bozzetto), ante 1883
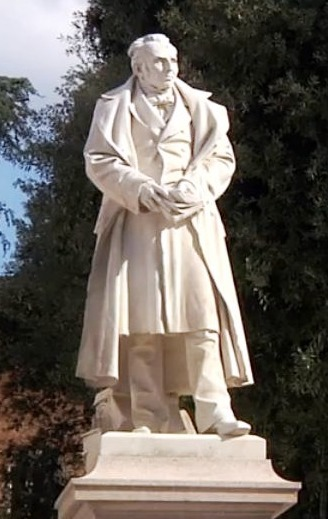
Monumento a Maurizio Bufalini, Cesena)
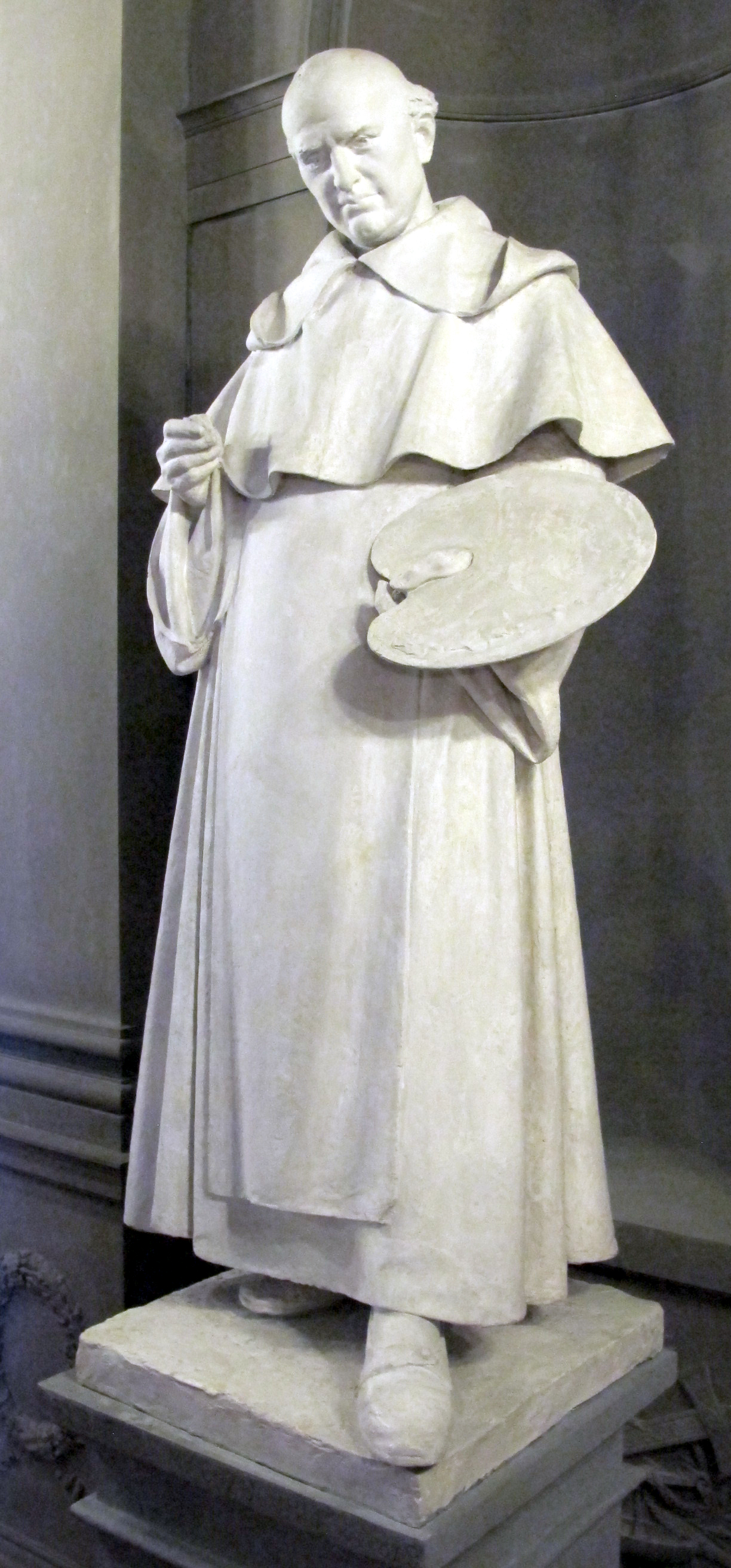
Fra Bartolomeo, 1879, Palazzo pitti, scalone del poccianti
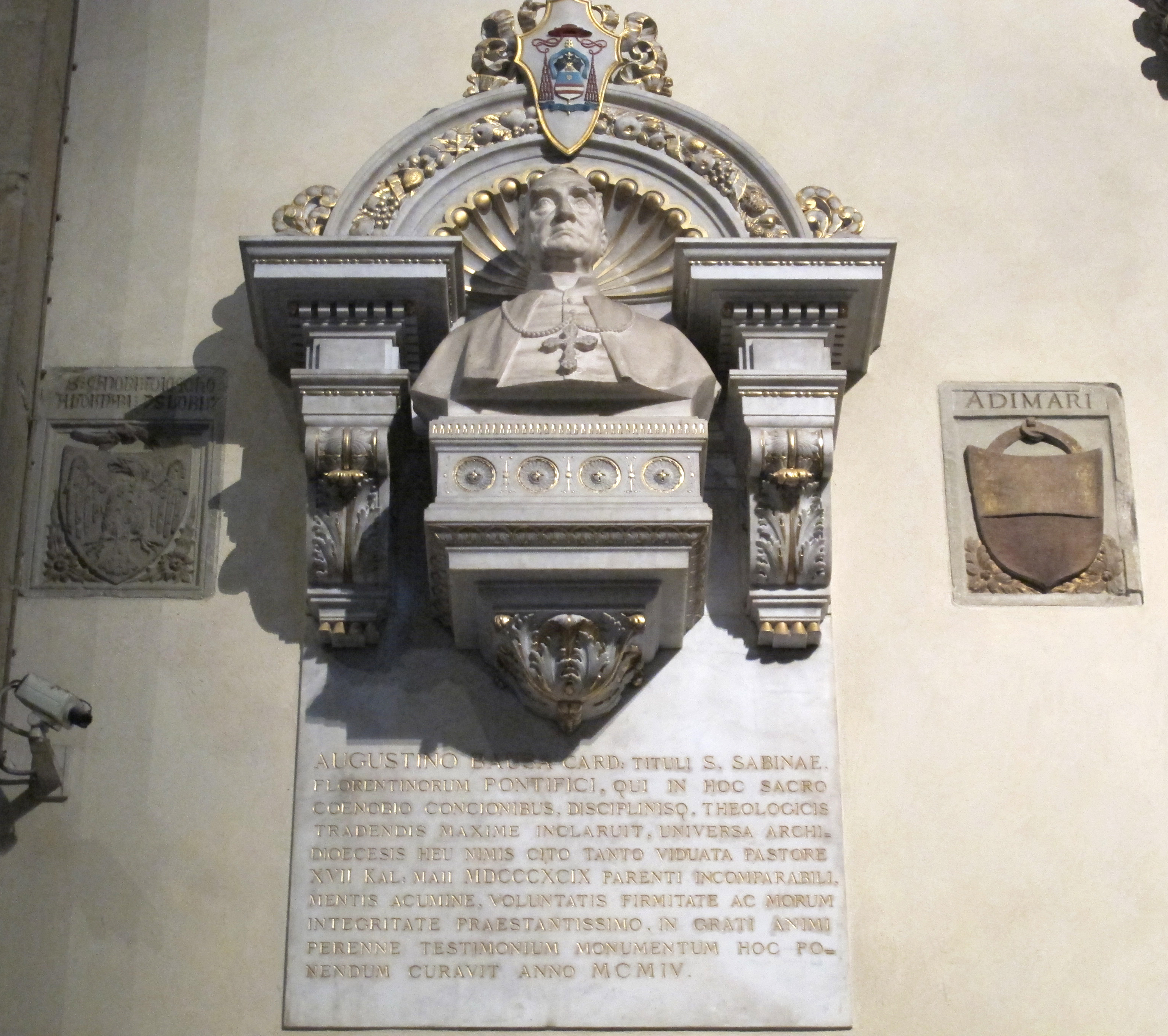
Agostino Bausa, 1904
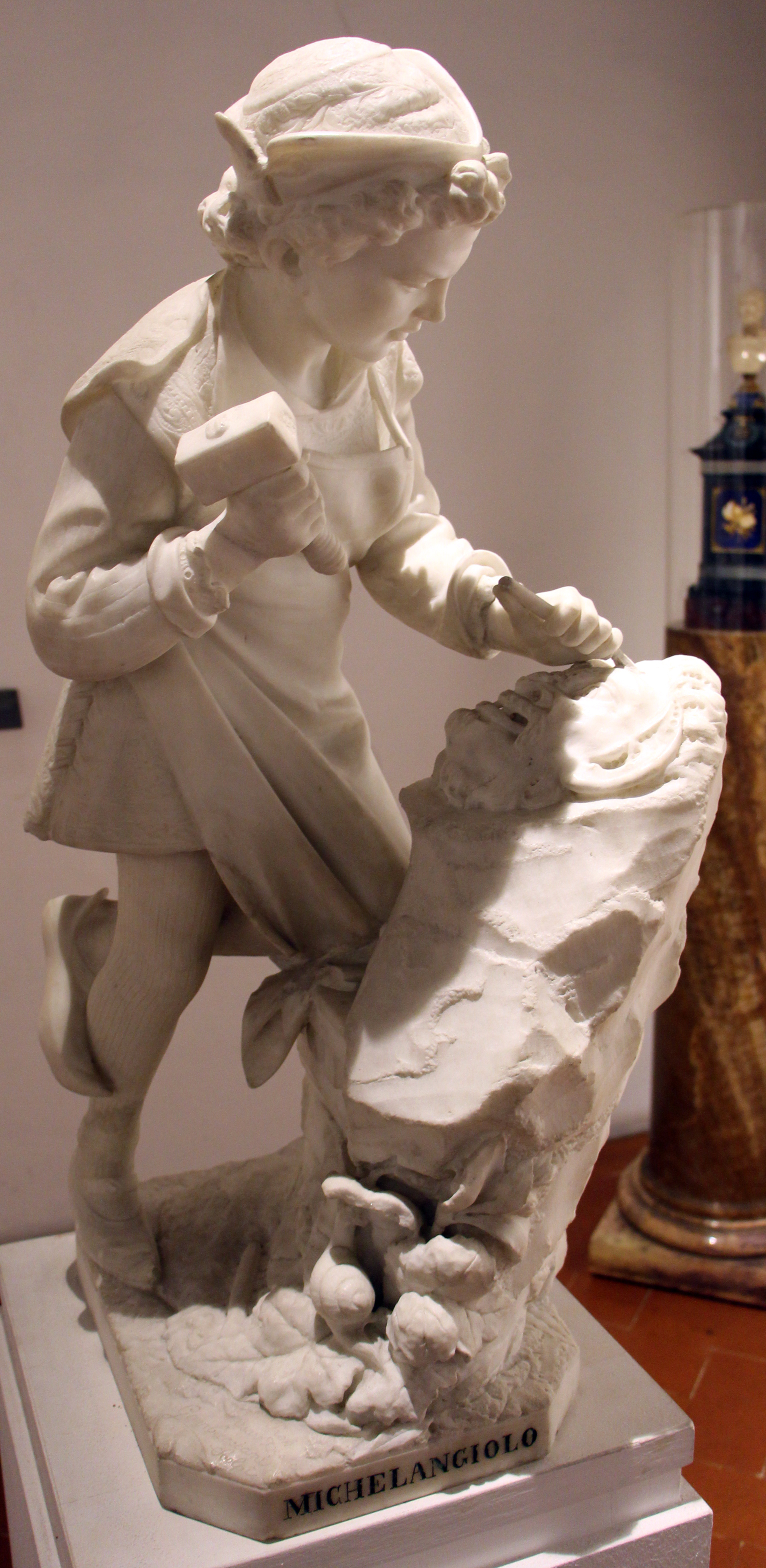
Michelangelo fanciullo che scolpisce la testa del fauno, 1890 ca.
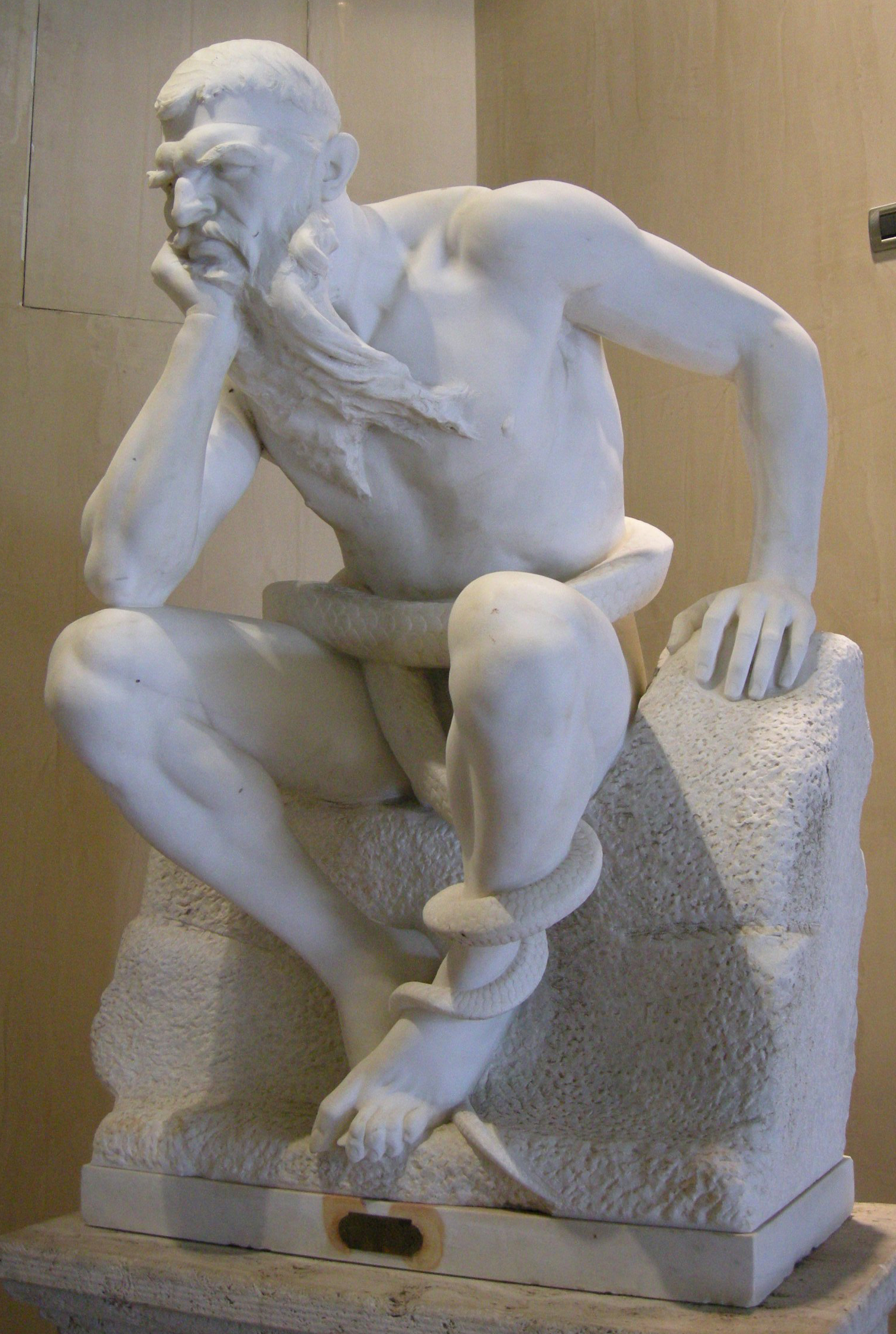
Minosse
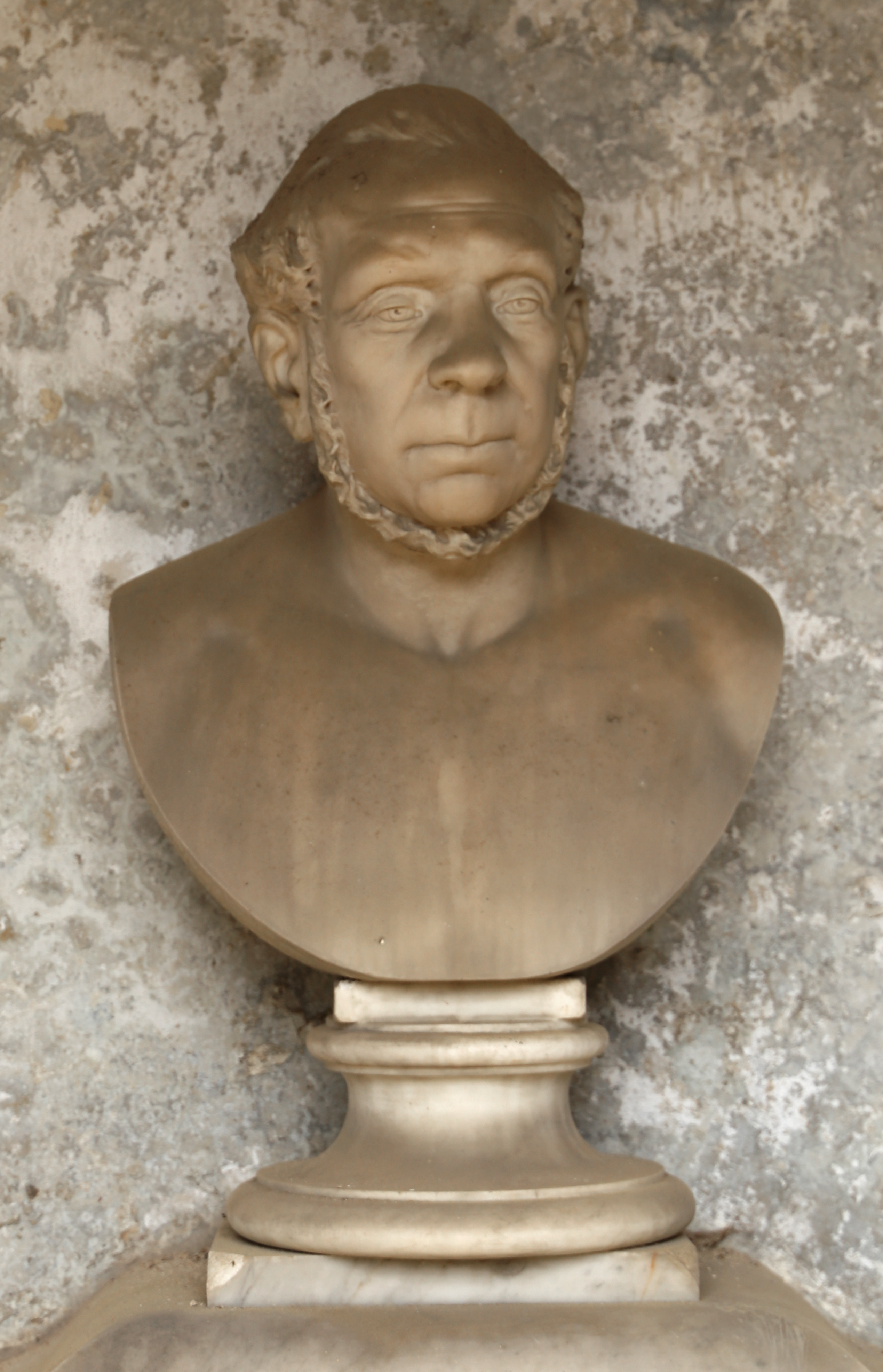
Monumento di Stefano Jouhaud, 1875
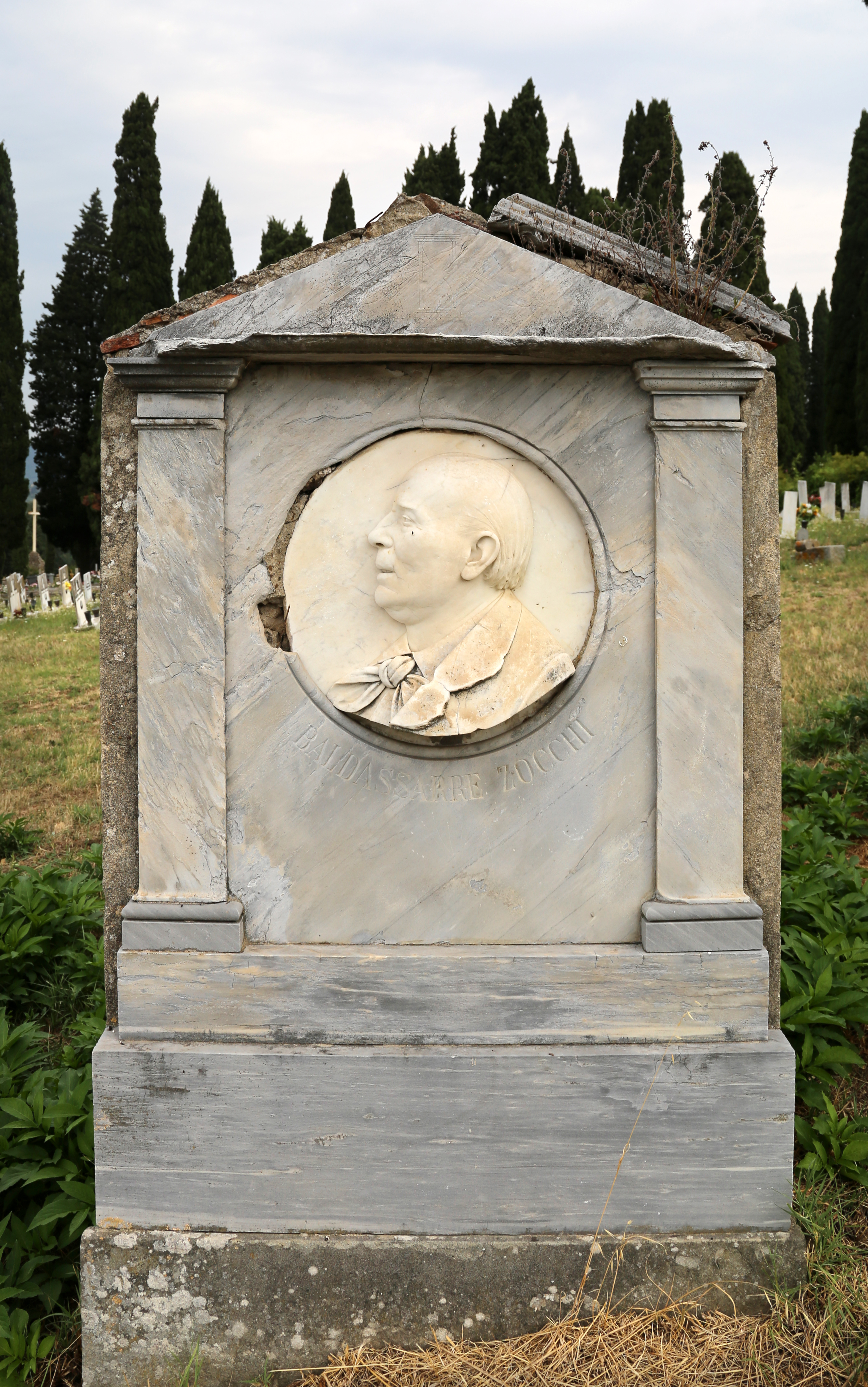
Tomba di Baldassarre Zocchi, 1880
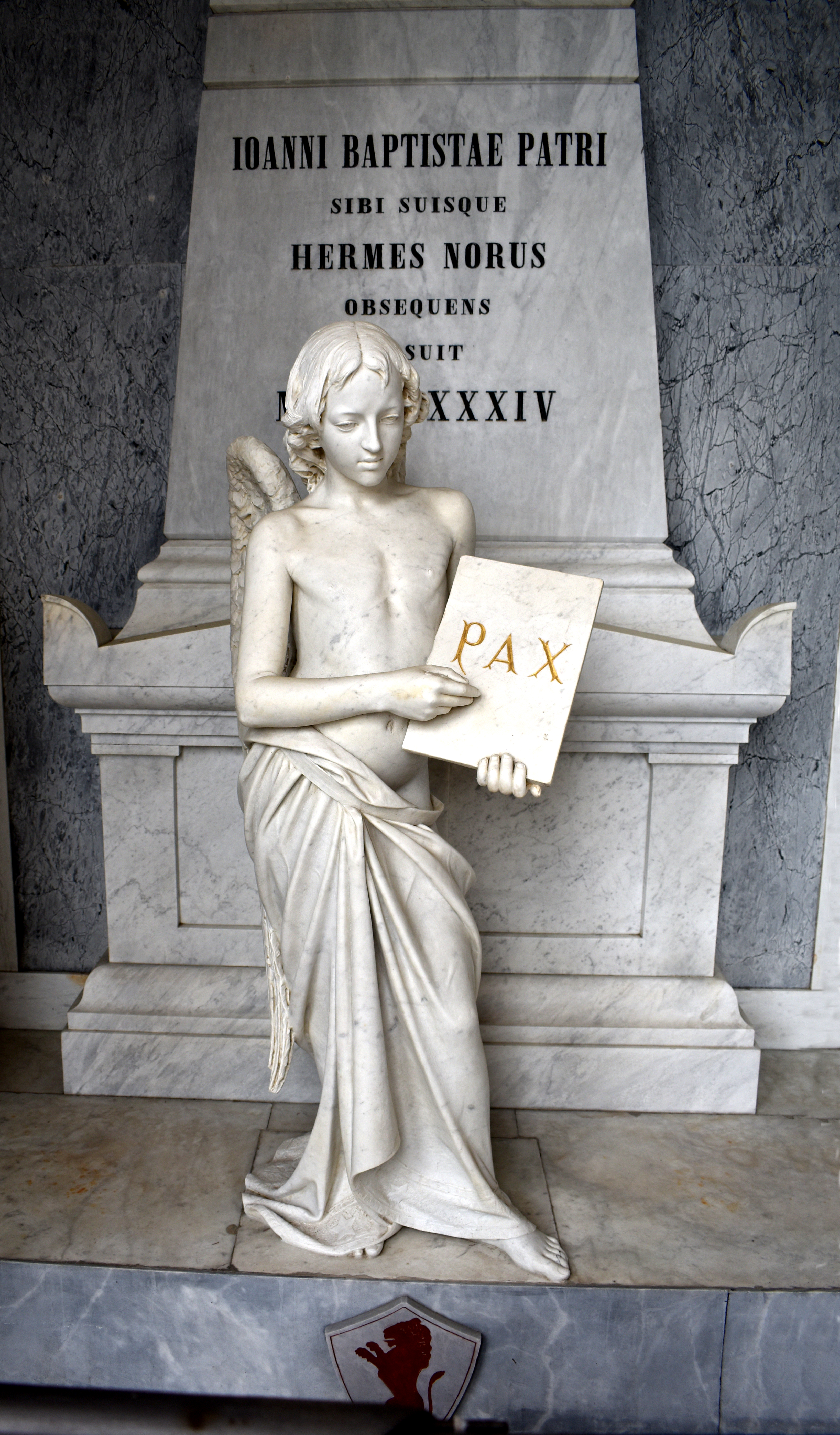
Norus, Cesena
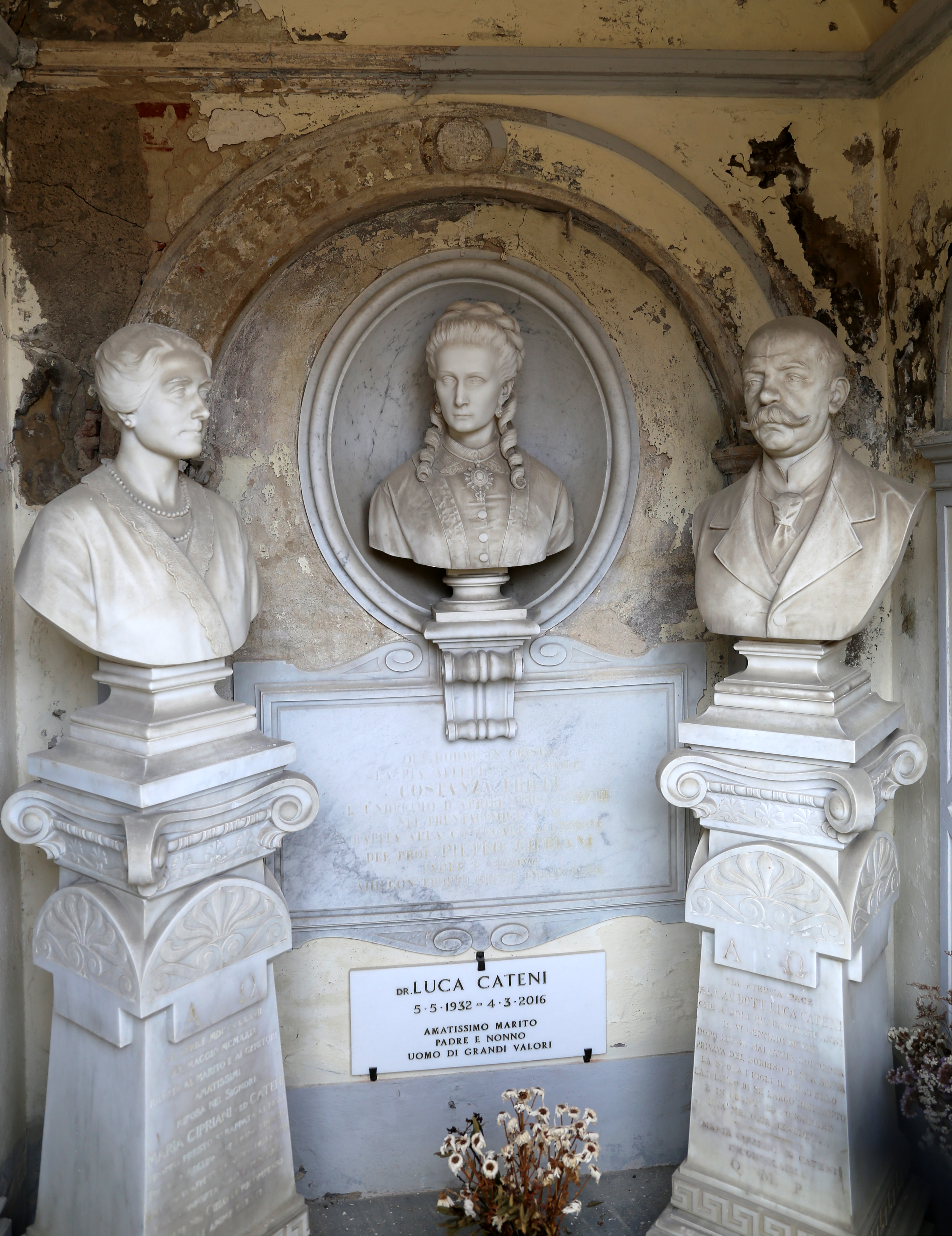
Cimitero delle Porte Sante, Cappella Cipriani, busti di Maria Cipriani Cateni di Dante Sodini (1929-30), Costanza Frilli di Enrico Pazzi (1879) e Luca Cateni di Cesare Zocchi (1910-12)
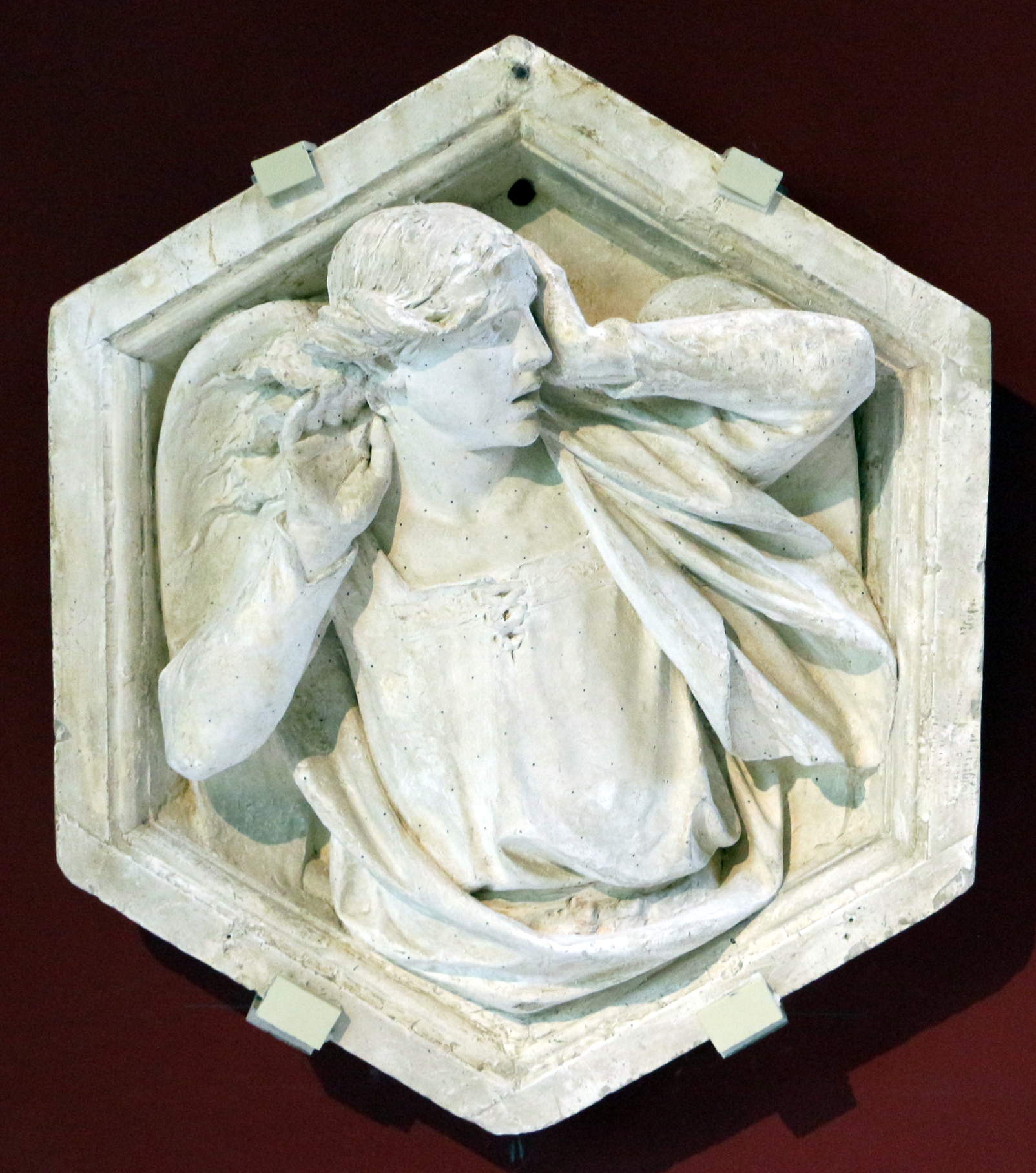
Emilio Gallori e Cesare Zocchi, sei gessi preparatori per angeli della porta sud della facciata di Santa Maria del Fiore, 1880, 01
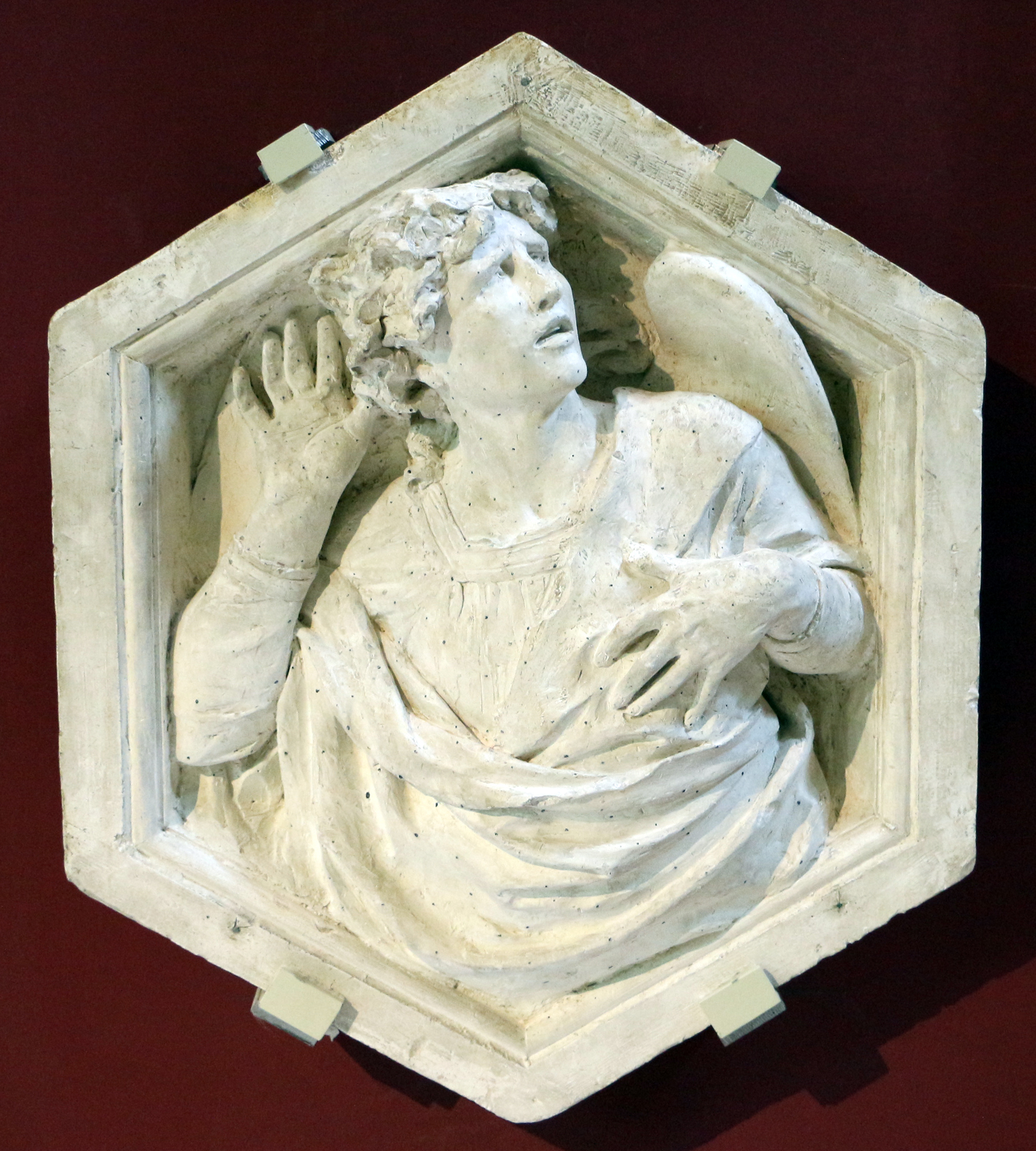
Emilio Gallori e Cesare Zocchi, sei gessi preparatori per angeli della porta sud della facciata di Santa Maria del Fiore, 1880, 02
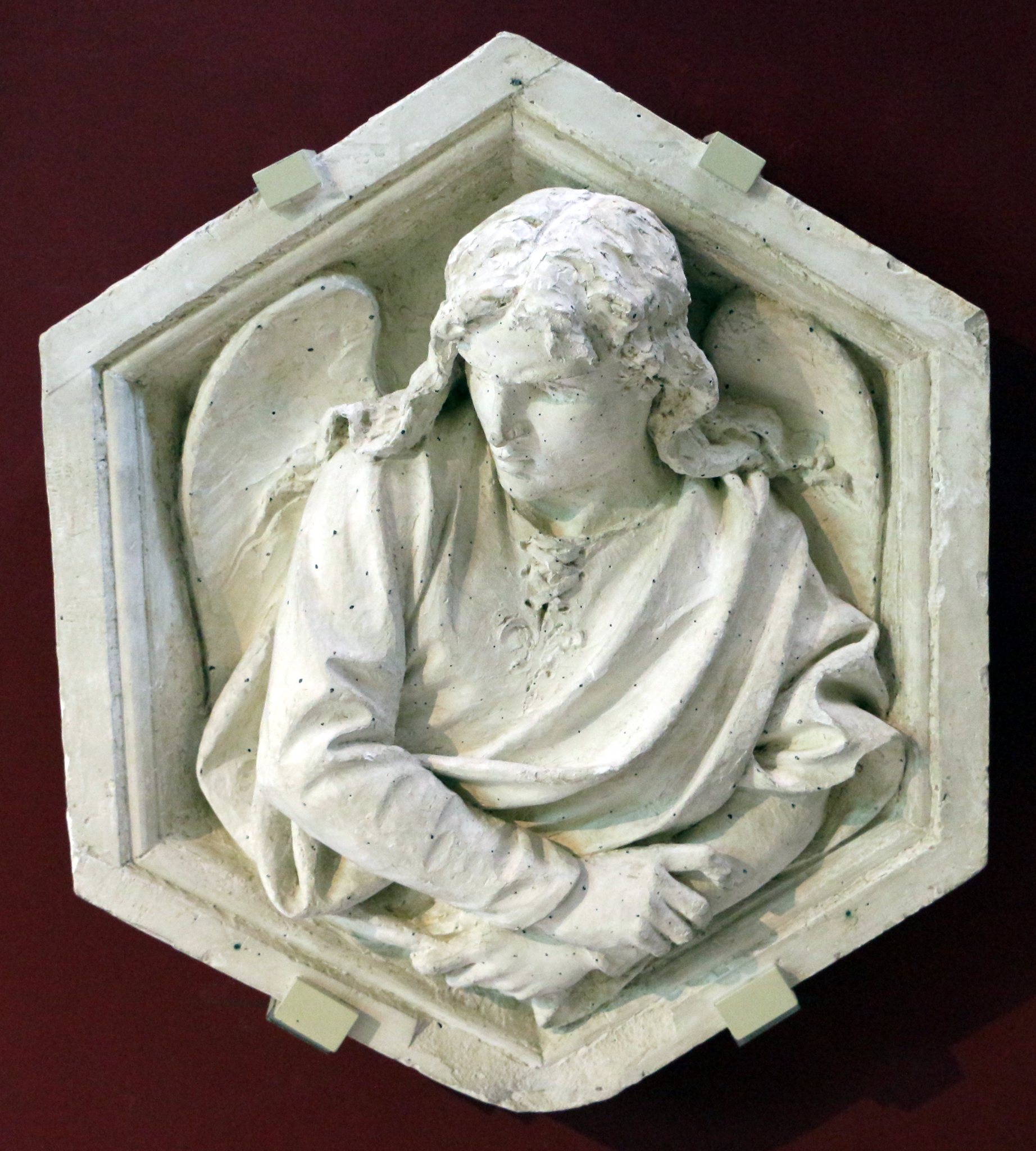
Emilio Gallori e Cesare Zocchi, sei gessi preparatori per angeli della porta sud della facciata di Santa Maria del Fiore, 1880, 03
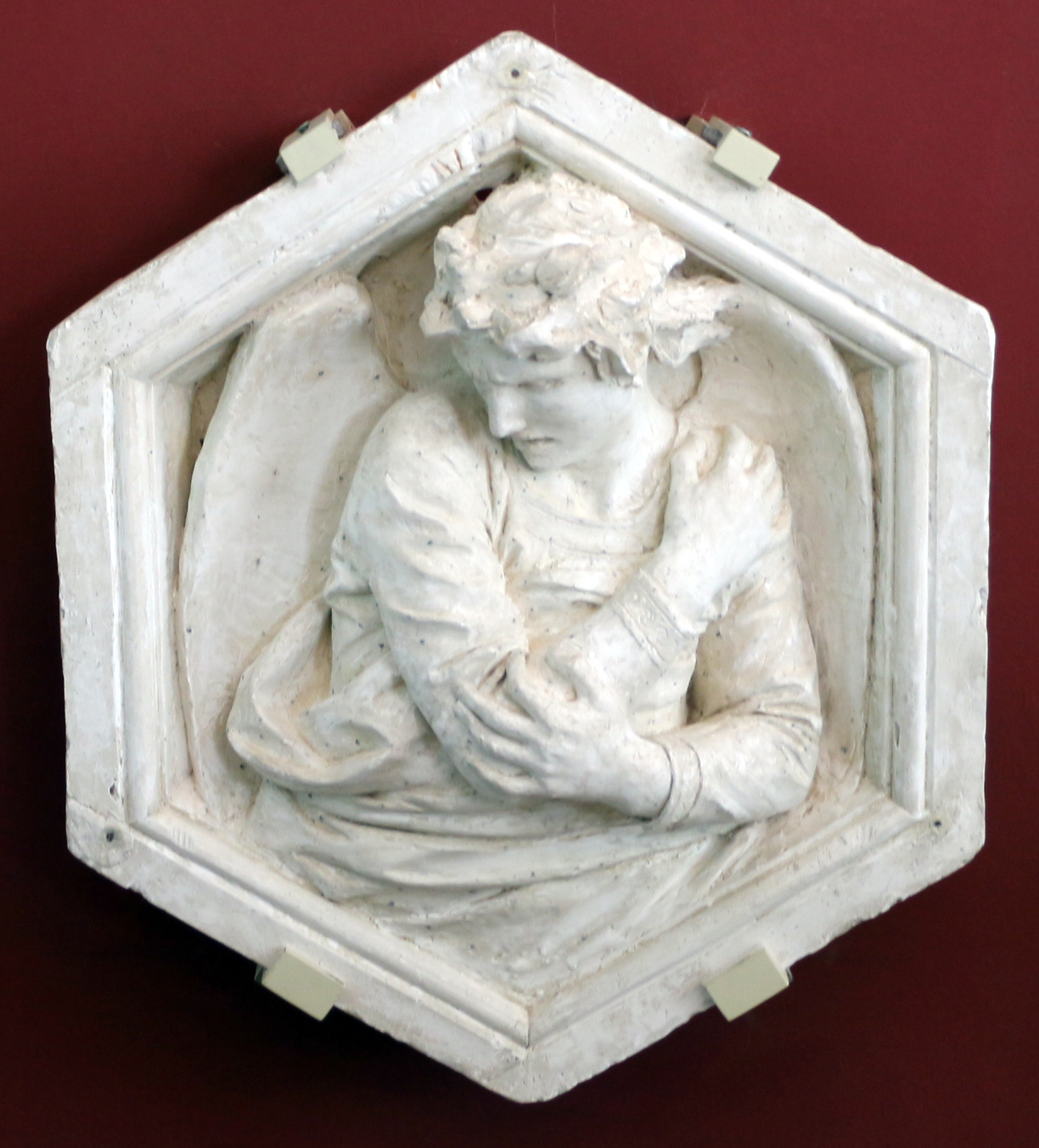
Emilio Gallori e Cesare Zocchi, sei gessi preparatori per angeli della porta sud della facciata di Santa Maria del Fiore, 1880, 04
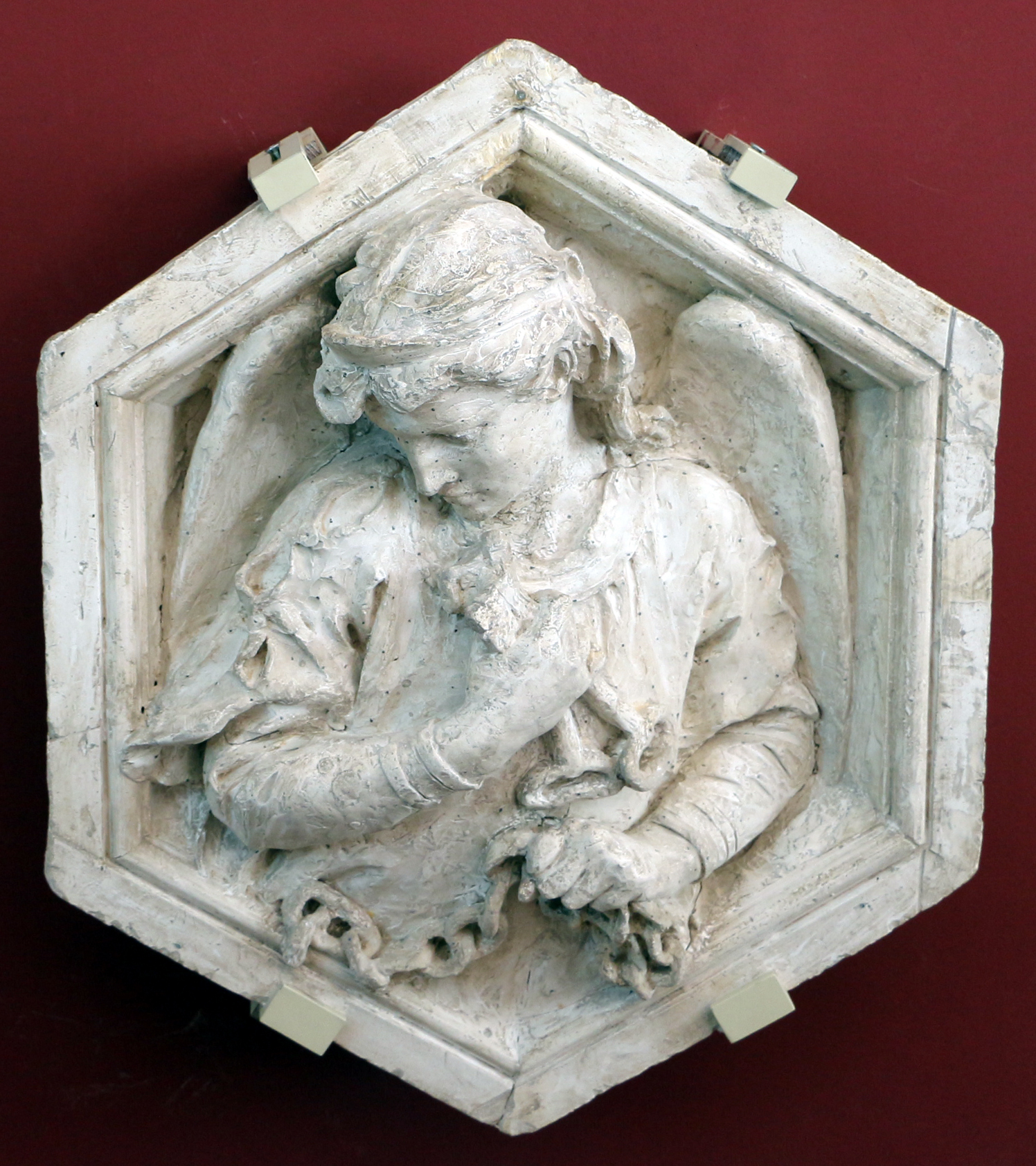
Emilio Gallori e Cesare Zocchi, sei gessi preparatori per angeli della porta sud della facciata di Santa Maria del Fiore, 1880, 05
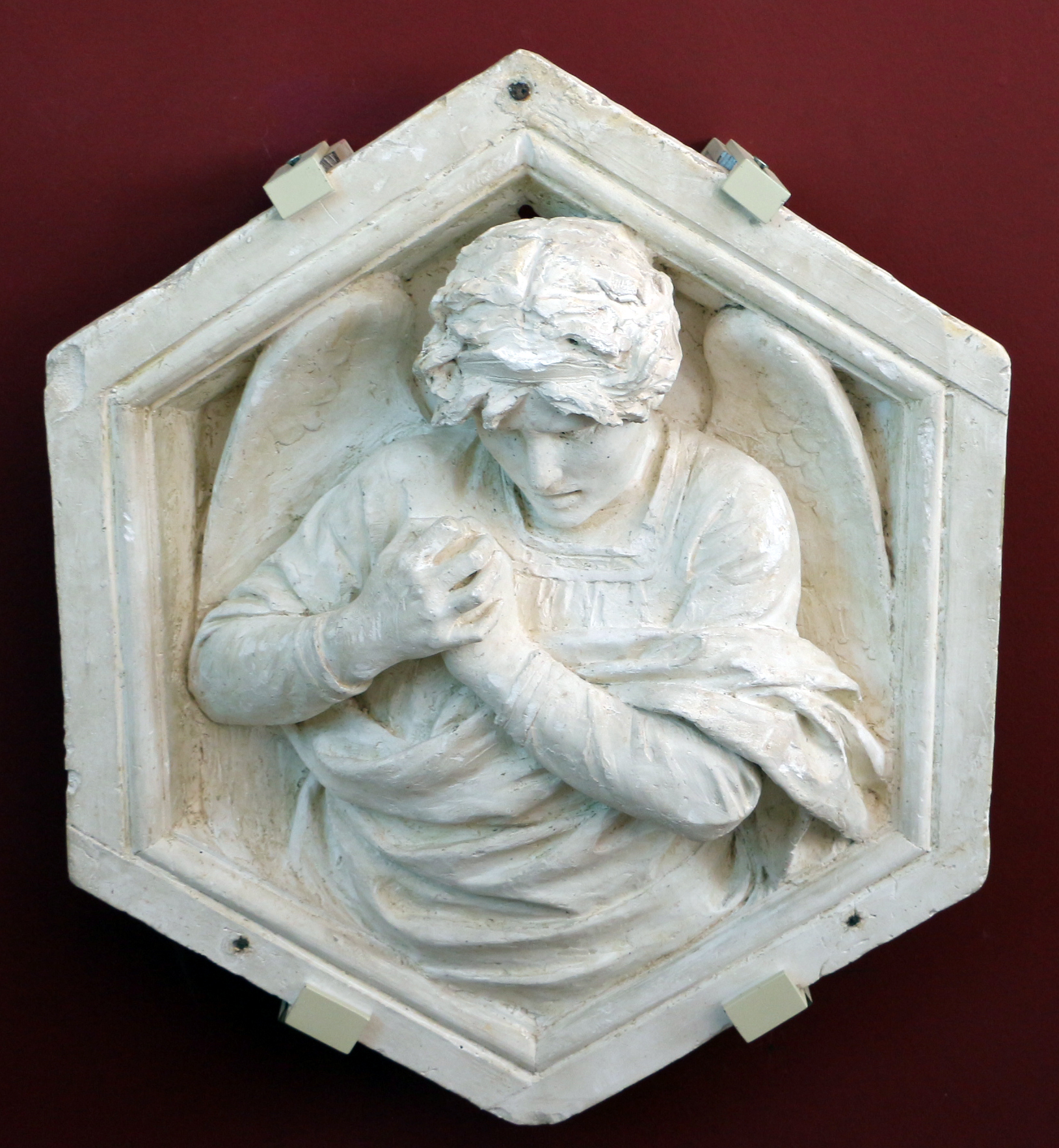
Emilio Gallori e Cesare Zocchi, sei gessi preparatori per angeli della porta sud della facciata di Santa Maria del Fiore, 1880, 06